# Hilgermissen
Hilgermissen ist eine Gemeinde der Samtgemeinde Grafschaft Hoya im Landkreis Nienburg/Weser in Niedersachsen.

## Geographie

### Gemeindegliederung
1. Eitzendorf
2. Heesen
3. Hilgermissen
4. Magelsen
5. Mehringen
6. Ubbendorf
7. Wechold
8. Wienbergen

### Ausdehnung des Gemeindegebietes
Hilgermissen hat den Charakter einer Flächengemeinde mit den acht oben erwähnten kleinen, weit verstreuten Ortsteilen.

## Geschichte

### Ortsname
Alte Bezeichnungen des Ortes sind Higermissen, Hilegermissen, Hilghermissen, Hildermissen, Hilghermyssen, Hylgermisszen, Hilligermissen, Hilgermessen und Hilgermisse.
Zur Namensherkunft wird vermutet, dass sich der Name von einem verballhornten „Hild-grim-es-husen“ ableitet, was wiederum etymologisch „Wohnstatt des Hildgrim“ bedeutet. Der Eigenname Hildgrim setzt sich aus althochdeutsch „Hild“ (Kampf) und „grim“ (Maske) zusammen.

### Eingemeindungen
Zur Gebietsreform in Niedersachsen wurde die neue Gemeinde Hilgermissen am 1. März 1974 durch den Zusammenschluss der acht damaligen Gemeinden Eitzendorf, Heesen, Hilgermissen, Magelsen, Mehringen, Ubbendorf, Wechold und Wienbergen neu gebildet.

### Einwohnerentwicklung
| Jahr | Einwohner | Quelle |
| ---- | --------- | ------ |
| 1910 | 178       | [ 4 ]  |
| 1925 | 163       | [ 5 ]  |
| 1933 | 162       | [ 5 ]  |
| 1939 | 148       | [ 5 ]  |
| 1950 | 240       | [ 6 ]  |
| 1973 | 167       | [ 7 ]  |
| 1975 | 2365 ¹    | [ 8 ]  |
| 1980 | 2267 ¹    | [ 8 ]  |
| 1985 | 2136 ¹    | [ 8 ]  |

| Jahr | Einwohner | Quelle |
| ---- | --------- | ------ |
| 1990 | 2020 ¹    | [ 8 ]  |
| 1995 | 2130 ¹    | [ 8 ]  |
| 2000 | 2238 ¹    | [ 8 ]  |
| 2005 | 2205 ¹    | [ 8 ]  |
| 2010 | 2102 ¹    | [ 8 ]  |
| 2015 | 2181 ¹    | [ 8 ]  |
| 2016 | 2181 ¹    | [ 8 ]  |
| 2017 | 2186 ¹    | [ 8 ]  |
| 2018 | 2161 ¹    | [ 8 ]  |

¹ jeweils zum 31. Dezember
|  |

## Politik

### Gemeinderat
Der Rat der Gemeinde Hilgermissen besteht aus 13 Ratsmitgliedern. Dies ist die festgelegte Anzahl für eine Gemeinde (welche Mitglied einer Samtgemeinde ist) mit einer Einwohnerzahl zwischen 2001 und 3000. Die Ratsmitglieder werden durch eine Kommunalwahl für jeweils fünf Jahre gewählt. Die aktuelle Amtszeit begann am 1. November 2021 und endet am 31. Oktober 2026.
Stimm- und sitzberechtigt im Rat der Gemeinde ist außerdem der Bürgermeister.
Die letzte Kommunalwahl vom 12. September 2021 ergab das folgende Ergebnis:
- Wählergemeinschaft Hilgermissen (WGH): 7 Sitze
- Wählerinitiative für Hilgermissen (WfH): 5 Sitze
- Bündnis 90/Die Grünen: 1 Sitz

### Bürgermeister
Der Bürgermeister der Gemeinde Hilgermissen ist Johann Hustedt (Wählergemeinschaft Hilgermissen (WGH)). Seine Stellvertreter sind Uwe Hopmann (Wählerinitiative für Hilgermissen (WfH)) und Tim Stegemann (Wählergemeinschaft Hilgermissen (WGH)).

### Wappen
Das Kommunalwappen der Gemeinde Hilgermissen wurde von dem Heraldiker Heinz Bannier (* 12. Dezember 1912, † 26. August 1999; er führte die Niedersächsische Wappenrolle von 1983 bis 1991) entworfen. Genehmigt wurde das Wappen am 9. Januar 1984 durch den Landkreis Nienburg/Weser.
| Wappen von Hilgermissen | Blasonierung: „Unter goldenem Schildhaupt mit mittig angeordneten nebeneinanderstehenden schwarzen Spitzen in Blau, über gesenktem goldenen Wellenbalken zwei goldene Pferde, die sich derart gegenüberstehen, dass sich ihre Körper teilweise überdecken.“ |
| Wappen von Hilgermissen | Wappenbegründung: In dem Wappenbuch des Landkreises Nienburg/Weser steht hierzu: „Im Schildhaupt sind durch die drei aufrechten Spitzen die drei Kirchen der Gemeinde Hilgermissen, nämlich Eitzendorf, Magelsen und Wechold, symbolisch dargestellt. Die Tingierung in Gold und Schwarz nimmt historischen Bezug auf die Wappenfarben der Grafen von Hoya, zu deren Grafschaft die Gemeinden gehörten. Die goldenen Pferde auf dem blauen Schild weisen auf die Landwirtschaft, Pferdezucht und Reiterei der Gemeinde hin. Die acht Beine sollen die acht Ortsteile der Gemeinde symbolisieren. Die goldenen Pferde stehen sich derart gegenüber, dass die Köpfe und Hälse das bekannte niedersächsische Symbol auf Bauernhäusern, den Giebelbrettern mit den nach außen gewendeten Pferdeköpfen, bilden. Das Blau bezieht sich auf die Gewässer und Seen der Gemeinde, insbesondere die Weser und den Alveser See. Der goldene Wellenbalken symbolisiert die Weser, die die ostwärtige Grenze der Gemeinde Hilgermissen bildet.“ |

## Kultur und Sehenswürdigkeiten

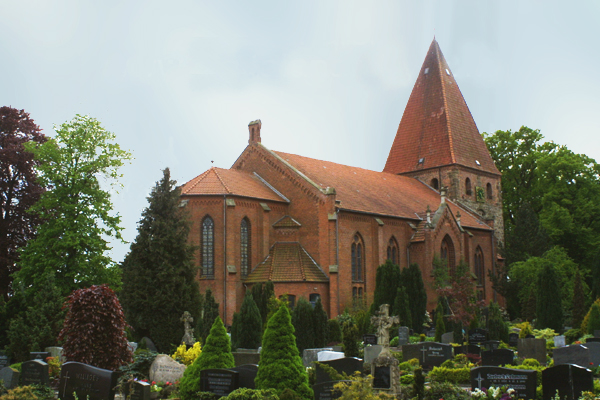
St.-Marien-Kirche zu Wechold

### Bauwerke
In der Liste der Baudenkmale in Hilgermissen sind für die gesamte Gemeinde Hilgermissen 55 Baudenkmale aufgeführt, darunter:
- Kirche St. Georg (Eitzendorf)[14] wurde von dem Architekten Conrad Wilhelm Hase entworfen
- St.-Marien-Kirche zu Wechold[15]
- Neoromanische  Kirche Magelsen[16]
- Homogene Hofanlage Magelsen 51 vom 19. Jh. mit Speicher von 1621 in Fachwerk
- Wohn- und Wirtschaftsgebäude Eitzendorf 2 von 1837, Hallenhaus in Fachwerk
- Wohn- und Wirtschaftsgebäude Eitzendorf 25 von 1838, Hallenhaus in Fachwerk

### Kunst im öffentlichen Raum
In der Aula der Schule am Weserbogen in Wechold befindet sich ein Wandbild des Schweringer Künstlers Gottlieb Pot d’Or (1905–1978) aus dem Jahr 1966.

### Naherholung und Natur
- Der Alveser See liegt in Alvesen, welches zu Magelsen gehört. Der See ist ein stiller Arm der Weser und landschaftlich sehr idyllisch.

#### Naturschutzgebiete
- Auwald bei Hingste

#### Landschaftsschutzgebiete
- Ein Teil des Alveser Sees

#### Naturdenkmale
- Eiche in Ubbendorf[17]

→ Siehe auch: Liste der Naturdenkmale im Landkreis Nienburg/Weser

## Verkehr
In Hilgermissen gibt es keine Straßenbezeichnungen, sondern nur Hausnummern, nach denen sich Einwohner, Postboten, Lieferanten und Besucher orientieren müssen. Im Februar 2019 war nach etwa acht Jahren Streit im Gemeinderat eine Bürgerbefragung geplant, die diesen Zustand beenden sollte. 60 % der Bürger entschieden sich gegen Straßennamen.

## Persönlichkeiten

### Söhne und Töchter der Gemeinde
- Heinrich Adolf Mohrhoff (1825–1908), Kaufmann, Gründer und erster Vorsitzender der Concordia Versicherungs-Gesellschaft auf Gegenseitigkeit, geboren im Ortsteil Eitzendorf
- Julius August Philipp Spitta (1841–1894), Musikwissenschaftler (gilt als Begründer der modernen Musikwissenschaft) und Bachbiograph, geboren im Ortsteil Wechold
- Ludwig Otto Adelbert Spitta (* 27. November 1845 in Wechold; † 27. Mai 1901 in Hameln), Pastor sec. von 1872 bis 1881 in der St.-Lamberti-Kirche in Bergen[23]
- Friedrich-Wilhelm Helfers (alias Fritz Helfers) (* 1878), Ubbendorfer Dorfschullehrer und Heimatforscher[24][25]
- Heinrich Holste (1888–1964), Politiker (NLP), Mitglied des Ernannten Hannoverschen Landtags, geboren im Ortsteil Schierholz/Heesen
- Fritz Meyer (1901–1980), Politiker (DP), geboren im Ortsteil Wienbergen
- Hans-Heinrich Voigt (1921–2017), Astronom und Leiter der Universitäts-Sternwarte Göttingen, geboren im Ortsteil Eitzendorf
- Johann Kranz (* 17. Juli 1937; † 2024 in Köln), Autor (Niederdeutsche Erzählungen, Gedichte und Hörbücher),[26][27][28] geboren im Ortsteil Wechold
- Klaus Stegmann (* 1940), bildender Künstler aus Bielefeld,[29] Enkel von Friedrich-Wilhelm Helfers, geboren im Ortsteil Ubbendorf
- Bernd Ohm (* 1965), Autor (Romane und Drehbücher), geboren im Ortsteil Magelsen

### Personen, die mit der Gemeinde in Verbindung stehen
- Carl Johann Philipp Spitta (1801–1859), Komponist, Theologe und Dichter, Pastor in Wechold von 1836 bis 1847, Vater der oben erwähnten Julius August Philipp Spitta und Ludwig Otto Adelbert Spitta
- Adolf Scharfschwerdt (* 29. Oktober 1874 in Bremen; † 1960), deutscher Maler und Zeichner, lebte und arbeitete in Wechold ab 1945
- Wilhelm Voigt (1889–1963), Pastor in Eitzendorf bis 1923, Vater des oben erwähnten Hans-Heinrich Voigt
- Dieter Schäfer (* 22. Juni 1937; † 9. Dezember 2022), Grafiker, Maler, Cartoonist, Romanautor[30], lebte und arbeitete im Ortsteil Eitzendorf